# Violetrugglanskolibrie
De violetrugglanskolibrie (Aglaeactis aliciae) is een vogel uit de familie Trochilidae (kolibries). De vogel werd in 1896 door de Engelse dierkundige Osbert Salvin geldig beschreven. Het is een bedreigde, endemische vogelsoort in noordelijk Peru.

## Kenmerken
De vogel is 12 tot 13 cm lang en overwegend bruin gekleurd, maar op de rug en stuit iriserend violetkleurig (amethist) dat overgaat op goudgroen op de bovenstaartdekveren en donker bronskleurige staartpennen. De vogel is van onder donkerbruin, behalve op de keel en de oog- en oorstreek die wit gekleurd zijn.

## Verspreiding en leefgebied
Deze soort is endemisch in het hoogland van La Libertad in Peru. Het is een vogel van montaan bos en struikgewas op 2900 tot 3500 m boven zeeniveau.

## Status
De violetrugglanskolibrie heeft een beperkt verspreidingsgebied en daardoor is de kans op uitsterven aanwezig. De grootte van de populatie werd in 2016 door BirdLife International geschat op 1000 tot 2500 volwassen individuen en de populatie-aantallen nemen af. Het leefgebied wordt aangetast door het vervangen van oorspronkelijk montaan bos door plantages met eucalyptusbomen, maar ook door ontbossing waarbij natuur plaats maakt voor weidegronden en menselijke bewoning. Om deze redenen staat deze soort als bedreigd op de Rode Lijst van de IUCN.